# Артюхов, Валентин Михайлович
Валентин Михайлович Артюхов (11 мая 1913, Прилуки, Полтавская губерния — 2 сентября 1978, Севастополь) — советский архитектор. Участник восстановления Севастополя. Главный архитектор Севастополя (1960—1962). Член Союза архитекторов СССР.

## Биография
Родился 11 мая 1913 года в городе Прилуки. Его отец был скрипачом-солистом оркестра Большого театра в Москве. В Прилуках Валентин окончил семилетнюю школу в 1927 году и поступил в строительный техникум, который окончил в 1930 году. С 1931 года работал в Ленинграде на заводе «Электросила» техником-строителем. В 1935 году поступил на архитектурный факультет Ленинградского института инженеров коммунального строительства. Во время учёбы участвовал в реставрации фасадов Большого Екатерининского дворца в Царском селе. Проводил обмеры павильонов, мостов и решетки парка в Павловске. Институт, получивший к тому времени название Ленинградский инженерно-строительный институт, окончил в 1941 году, получив диплом с отличием и специальность архитектора-проектировщика жилых и общественных зданий.
Работал в архитектурно-планировочном управлении при Ленгорисполкоме. Проектировал производственные здания, с началом войны спроектировал танкоремонтные мастерские в пяти городах СССР.
В 1942 году был призван в ряды Советской Армии. Участвовал в обороне и снятии блокады Ленинграда. За годы войны получил три ранения, контузию. Считался даже убитым и имеется официальный отчёт о его захоронении. Однако закончил войну в звании капитана на должности начальника штаба отдельной саперной части. Имел пять боевых наград: ордена Отечественной войны II-й степени и Красной Звезды, медали «За оборону Ленинграда», «За взятие Праги», «За победу над Германией в Великой Отечественной войне 1941—1945 гг.». Был уволен в запас в августе 1945 года.
В институте В. М. Артюхов познакомился с Юрием Андреевичем Траутманом. В 1945 году они вместе получили направление в Севастополь, где Траутман стал главным архитектором города, а Артюхов — его заместителем.
При содействии Траутмана Артюхов, имея большой опыт разминирования военных объектов, с инженерами и сапёрами провёл полное обследование городской застройки и разрушений Севастополя. Принимал активное участие в корректировке генерального плана, утвержденного Советом министров РСФСР в 1947 году, несколько вариантов которого от профессора Г. Б. Бархина, классика конструктивизма М. Я. Гинзбурга и возглавляемых ими творческих групп, попеременно брались за основу, видоизменялись и в итоге реализовались в скорректированном генеральном плане города 1949 года. Об этом он писал так: 

Но строился город по проекту, разработанному группой севастопольских зодчих, как наиболее реальному для того, очень тяжелого времени, когда люди нуждались в крыше над головой, прежде всего, и, кроме того, учитывающему исторически сложившуюся планировку, что безусловно импонировало севастопольцам. В 1945 г. в Севастополь приехали молодые зодчие и строители. Пройдя горнило войны и не успев сменить шинели и гимнастерки на штатский костюм, архитекторы: Траутман, Артюхов, Сдобняков и Брауде приступили к титанической работе над проектом центра. Позже в разработку включились выпускники Московского архитектурного института: Швабауэр, Петропавловский, Калинков и Самбурова. Проект был утвержден.
С августа 1949 года он также возглавлял архитектурно-проектную мастерскую при Управлении главного архитектора города — «Горпроект».
Был бессменным заместителем всех последующих, после Ю. А. Траутмана, главных архитекторов города: Л. М. Полякова, А. В. Арефьева, С. П. Тутученко, В. П. Мелик-Парсаданова, А. И. Баглея. Эти зодчие молодого и среднего возраста ухватили суть Севастополя, возрожденного из руин:

Это совершенно новый, гораздо более радостный город. Множество зелени заполонило его. Город имеет свое лицо. Можно спорить о его облике, качестве архитектуры зданий, но нельзя отнять его своеобразия, единства и обдуманного ритма отдельных частей» — отмечал Артюхов. Он писал: «Изменился архитектурный пейзаж набережных. Две главные магистрали, проспект Нахимова и ул. Ленина, раскрыты к морю широкими бульварами, которые удалось сделать за счет разрушенных зданий противоположной стороны. Коренным образом перестроена вся центральная часть города, где размещены крупные общественные, административные и культурно просветительные учреждения. На трехкилометровой кольцевой магистрали расположены ансамбли белокаменных зданий
В после перевода А. В. Арефьева в Сочи с 1960 и по 1962 год Артюхов был главным архитектором Севастополя. Позднее работал главным архитектором отдела генерального плана Севастопольского филиала организации КрымНИИпроект. Член Союза архитекторов СССР. В 1948—1962 годах возглавлял Союз архитекторов Севастополя.
Совместно с К. В. Бутовой Артюхов был основным автором и следующего генерального плана Севастополя. Он взял на себя решение двух задач — расширение города, ставшего кроме военной базы городом-курортом, со строительством новых жилых кварталов и расширением гражданских производств и одновременно сохранение исторического наследия. Как руководитель работ по генеральному плану, он включил в него перечень памятников археологии, архитектуры и военно-исторических объектов. В 1965 году Советом министров УССР этот генеральный план был утвержден. Артюхов писал:

Генеральный план восстановления города, утвержденный в 1949 году, в значительной мере реализован. Восстановление города осуществлялось законченными комплексами со всеми видами учреждений обслуживания, в связи с чем, современная обеспеченность населения учреждениями обслуживания близка к нормативной. Численность населения на 1 января 1961 года составляла 169 тыс. человек. Жилой фонд — 115 тыс. м². при средней обеспеченности около 7 м². на 1 человека. Значительная часть жилой площади оборудована водопроводом, канализацией и центральным отоплением, 20 % квартир газифицировано
Работал вплоть до своей неожиданной гибели — утонул в море 2 сентября 1978 года.

## Известные проекты
Кроме городского планирования осуществлял и проекты зданий и сооружения:
- Реконструкция памятника Славы (1961)
- Мемориал личному составу линкора «Новороссийск» на кладбище Коммунаров (1963), в соавторстве скульптор П. И. Бондаренко архитектор А. А. Заварзин

 Объект культурного наследия народов РФ регионального значения. Рег. № 921711261860005 (ЕГРОКН)
- Мемориал в честь героев второй обороны Севастополя в ансамбле площади Нахимова (в коллективе авторов) (1967), ныне ОКН

 Объект культурного наследия народов РФ регионального значения. Рег. № 921711145680005 (ЕГРОКН).
- Знак на въезде в город со стороны Ялты (1967)
- Видовая площадка на Сапун-горе (1973)

Мемориал личному составу линкора «Новороссийск» на кладбище Коммунаров (1963)
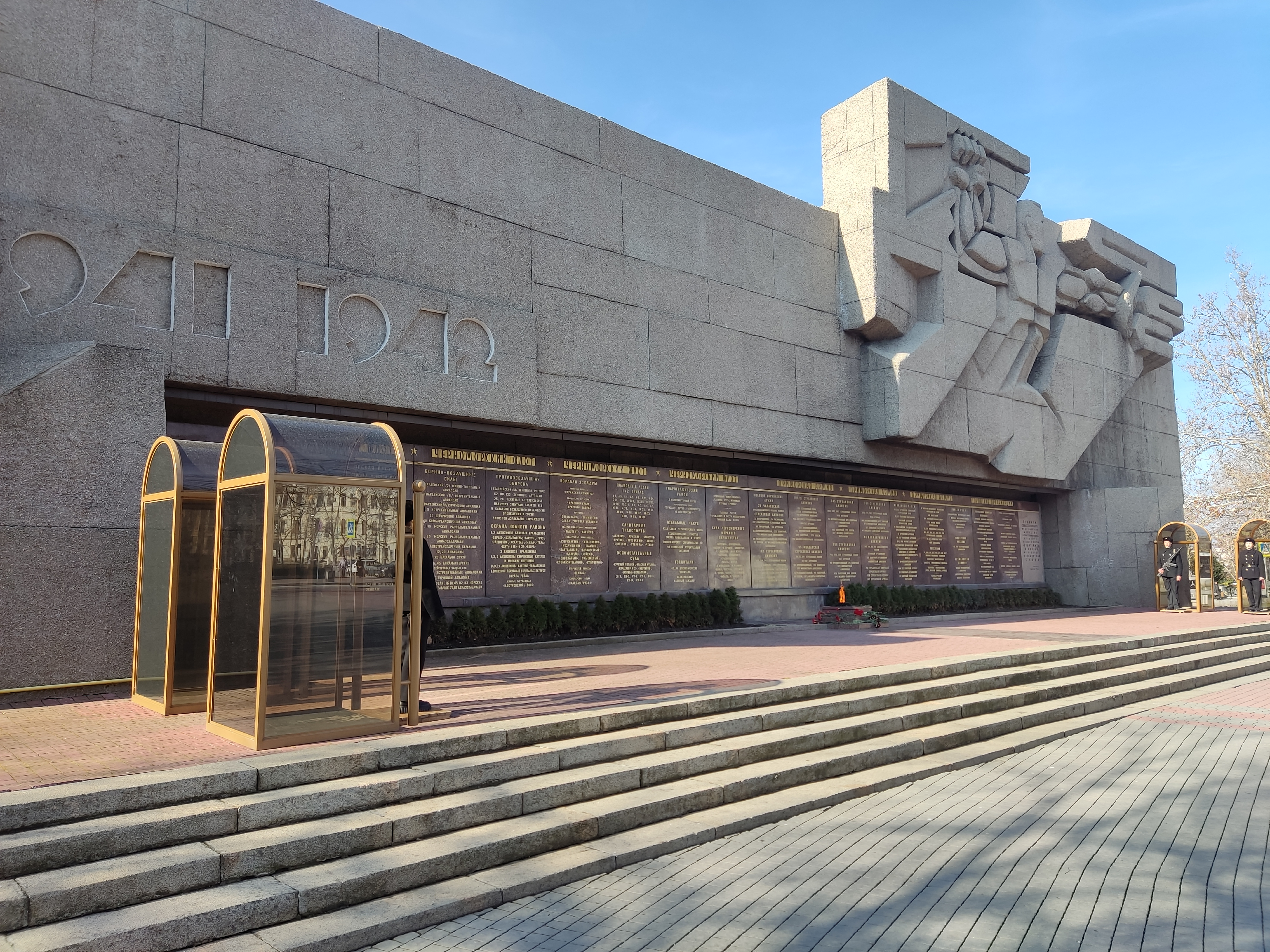
Мемориал в честь героев второй обороны Севастополя (1967) в группе авторов, проектировал шрифтовые композиции подпорной стены
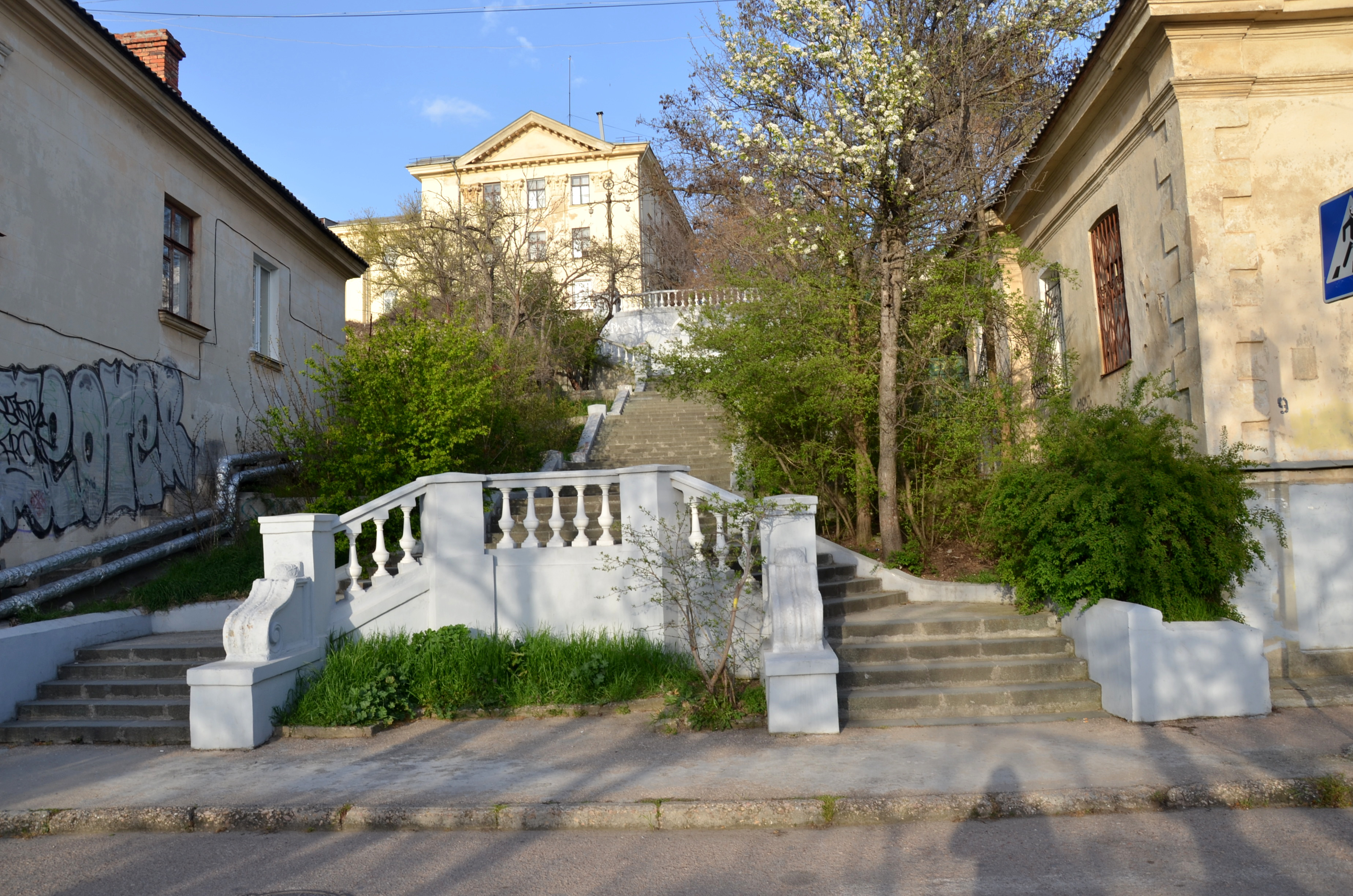
Реконструкция и нижний участок Таврической лестницы
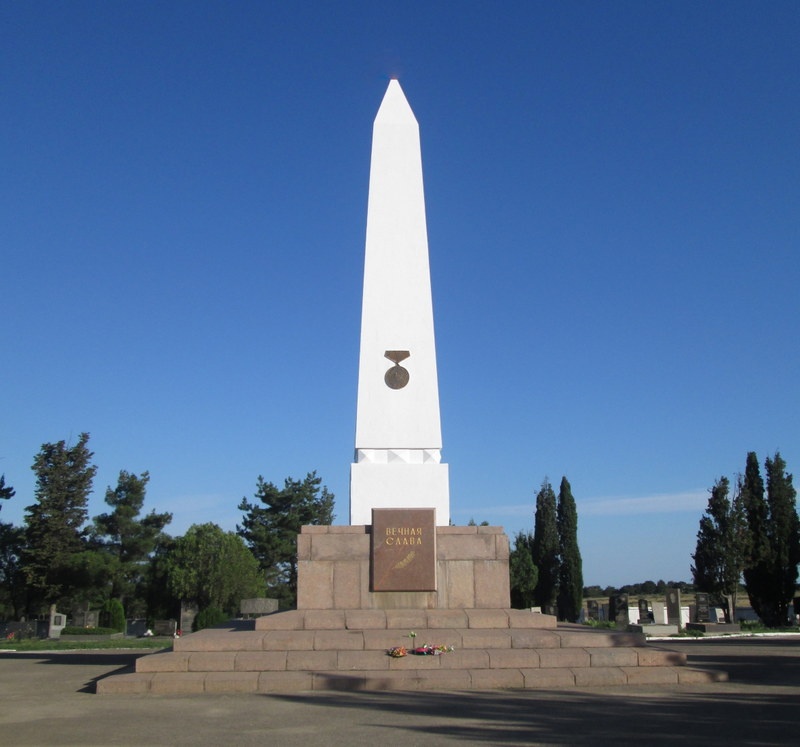
Реконструкция Мемориального братского кладбища советских солдат (1975—1983)
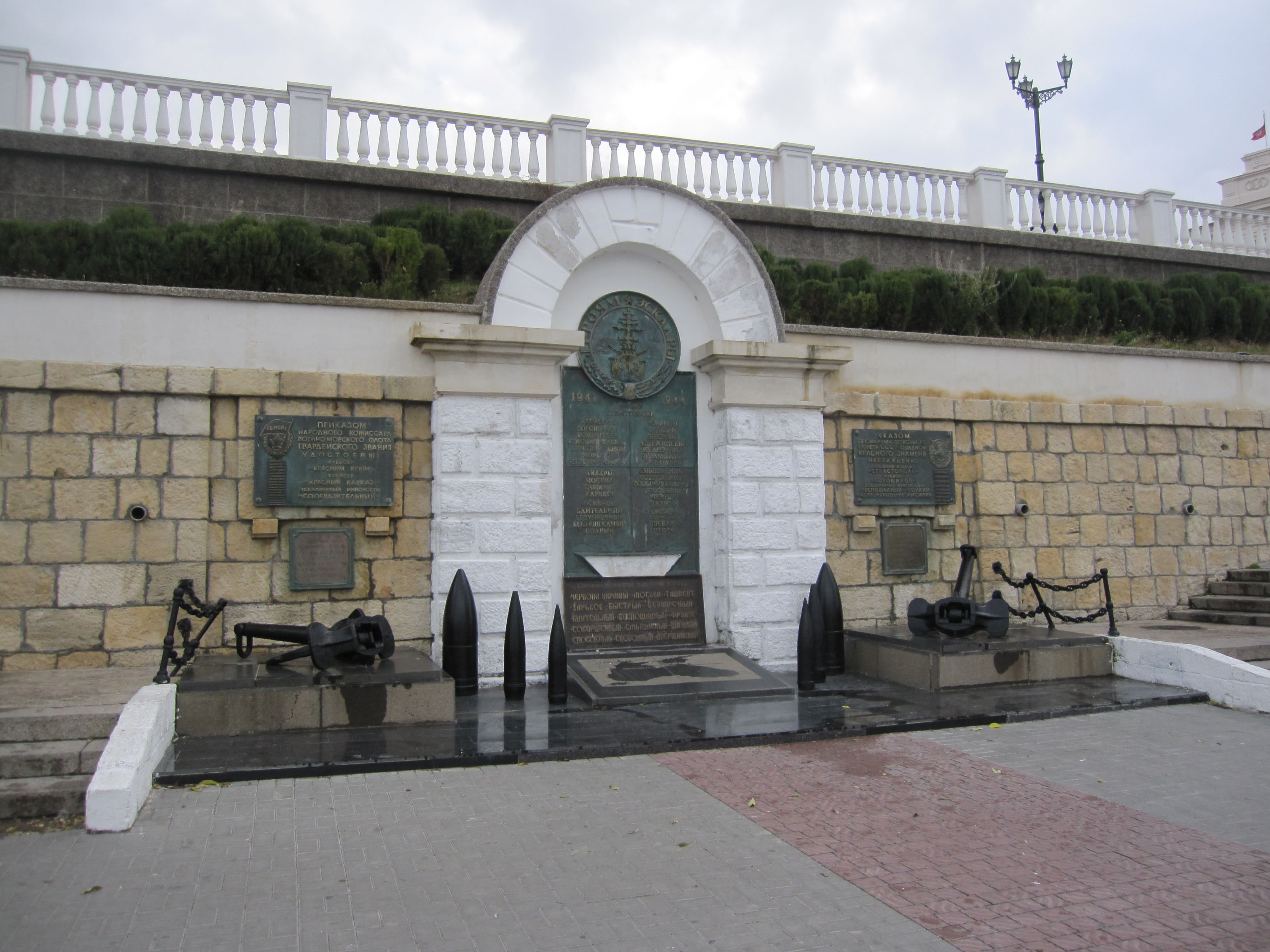
Памятный знак морякам эскадры Черноморского флота на набережной Приморского бульвара (1977—1978)
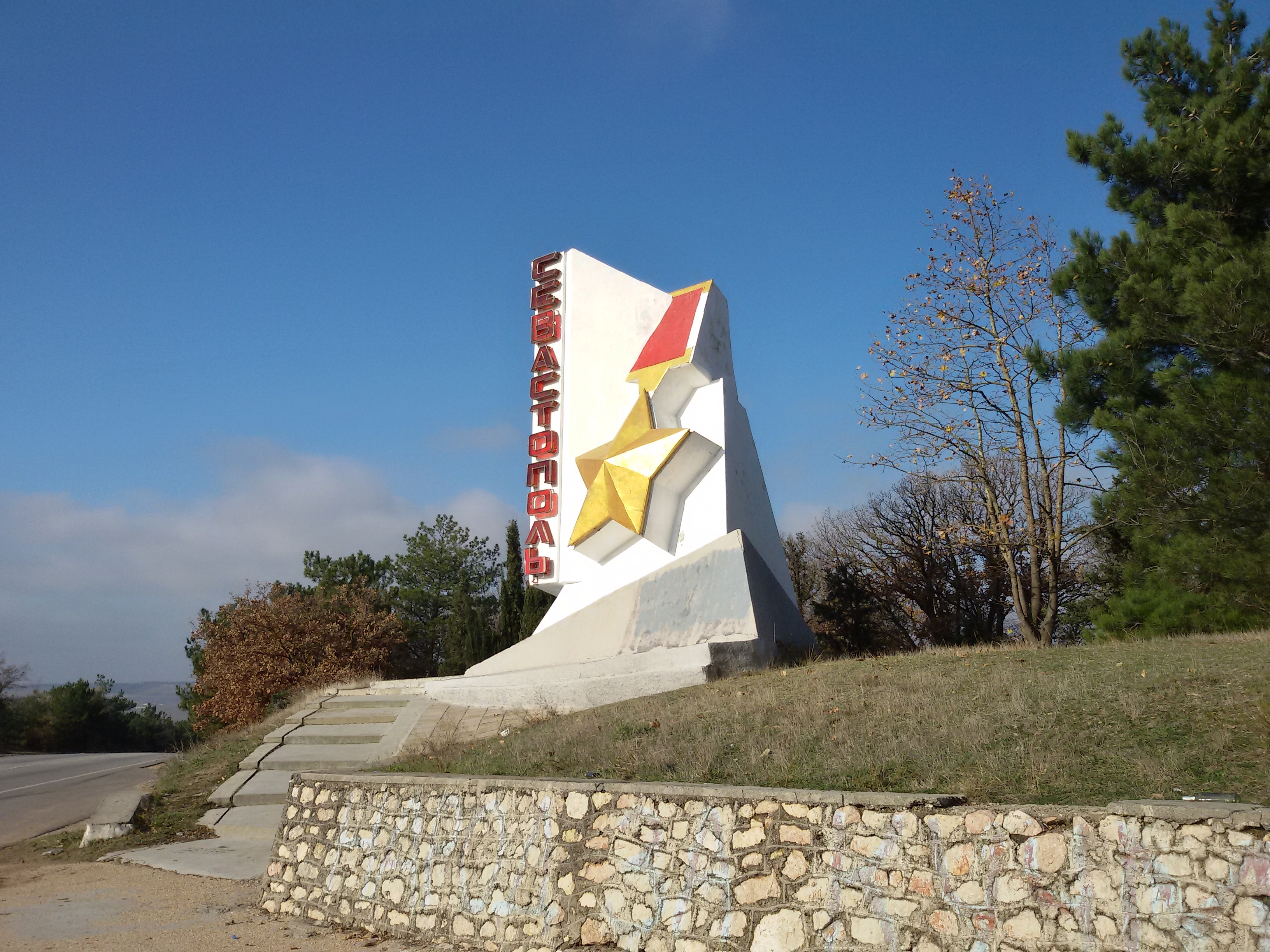
Знак на въезде в город со стороны Ялты (1967)

 Объект культурного наследия народов РФ регионального значения. Рег. № 921711298390005 (ЕГРОКН)
- Реконструкция Мемориального братского кладбища советских солдат (1975—1983)   - Мемориал личному составу линкора «Новороссийск» на кладбище Коммунаров (1963)
  - Мемориал в честь героев второй обороны Севастополя (1967) в группе авторов, проектировал  шрифтовые композиции подпорной стены
  - Реконструкция и нижний участок Таврической лестницы
  - Реконструкция Мемориального братского кладбища советских солдат (1975—1983)
  - Памятный знак морякам эскадры Черноморского флота на набережной Приморского бульвара (1977—1978)
  - Знак на въезде в город со стороны Ялты (1967)

## Семья
Жена — Людмила Васильевна (в девичестве Курносова) — актриса.
Их сын — Игорь Валентинович Артюхов (род. 19 марта 1954, Севастополь) — биофизик и геронтолог.